# Pseudoplon rasile
Pseudoplon rasile là một loài bọ cánh cứng trong họ Cerambycidae.